# ロシアの共和国
ロシアの共和国（ロシアのきょうわこく）では、ロシア連邦下の構成共和国について説明する。

## 概要
ロシア連邦は89の連邦構成主体に分かれるが、そのうち24主体が共和国を称する。共和国は、ロシア民族以外の民族が郷土としている地域に建てられている。自民族の名を共和国の名にできる民族集団（нация, ナーツィヤ、国民国家を持てる規模の民族）のことをロシアでは「基幹民族」（титульная нация, Titular nation、名義上国民国家の主体となる民族）と呼ぶ。彼らはロシア連邦の枠内で自らの国土や国語を持つことができ、名義上の国民国家を形成している。ただし国語はキリル文字で表記することが求められ、タタール語やクリミア・タタール語といったラテン表記がある言語、縦書きのトド文字で表記しうるカルムイク語なども、共和国内の公文書ではキリル文字の使用を必要とする。
ソビエト連邦成立後の数十年、あるいはそれよりも何世紀も前からロシア人などが多数移住しているために、こうした先住民族・基幹民族はすでに共和国の多数派ではないことが多い。また、2014年のロシアによるクリミアの併合によりクリミア共和国はロシアに編入され、ロシアの共和国となったが、ロシア以外の国の多数はウクライナに属するとしており、ロシア領と認めていない。2022年にもロシア占領下のウクライナでの2022年の併合住民投票によりドネツク人民共和国とルガンスク人民共和国が編入されたが、同じく大多数の国はロシア領であると認めていない。

## 共和国の憲法上の立場
「共和国」は、州や地方や自治管区といった連邦構成主体とは持つ権利などが異なる。まず共和国は、独自の公用語（ロシア連邦憲法第68条による）や独自の憲法を持つことができる。ただし公用語の正書法はキリル表記であることが求められる。
共和国という連邦構成主体に対して認められる実際の自治のレベルや範囲はそれぞれに異なっているが、一般的には非常に広範にわたる。各共和国は議会が立法権を持つが、共和国の作った法律は連邦の憲法としばしば衝突を起こしている。また各共和国の首長（大統領）も非常に強い権力を持つ。
ただし2000年代に入りウラジーミル・プーチンが大統領を務めた時期に、連邦憲法の優位と中央集権を確立する目的で共和国の自治権は大きく削減されている。連邦大統領が地方を監督するために、プーチンは連邦を7つに区分して州や共和国の上に連邦管区を置き、連邦の法や憲法に違反しないかどうか共和国の活動を監督するようにした。さらにプーチンは各共和国の立法府の権限を強め、逆に首長（大統領）の権限を弱めた。共和国の首長（大統領）の選び方も、プーチンの時期に直接選挙が廃止されてロシア連邦大統領が指名するようになっているが、各共和国の議会の承認は必要である。
中央集権化の動きは、共和国首脳の呼称にも影響している。共和国の首脳は、知事ではなく大統領の称号を持っていた。ソビエト連邦の崩壊直後、タタールスタン共和国やバシコルトスタン共和国などで、「ソビエト最高会議議長」などと呼ばれていた共和国首脳を「大統領」（ロシア語: Президент ）と呼ぶ動きが起こったことから各共和国での大統領呼称が定着したが、2010年8月にチェチェン共和国でラムザン・カディロフ大統領が自らの呼称を「首長」（ロシア語: Глава）とする案を議会に提出し、2010年9月2日に議会で改憲案が通ったことを皮切りに各共和国で同調の動きが起こり、2011年1月にはドミートリー・メドヴェージェフ連邦大統領が各共和国首脳が大統領と名乗れなくする法律にサインしたことにより、大統領の称号は「首長」「代表」などと呼びかえられることになった。
各共和国には一定規模の分離主義者がいるが、一般的にその勢力はあまり強くない。しかしソ連崩壊直後の時期には、タタールスタン共和国、バシコルトスタン共和国、サハ共和国、チェチェン共和国が分離独立を宣言して各共和国国民の支持を得た。チェチェンの場合はチェチェン戦争にまでつながっている。各共和国では、「基幹民族」となる主要民族以外にロシア人などの民族が多数住んでおり、分離主義に対しては一定の歯止めになっている。また各共和国の「基幹民族」となる民族はその共和国内にほとんどが住む場合が多いが、タタール人の場合はタタールスタン共和国の外に大多数が住んでおり、こうしたことも分離独立の歯止めになっている。

## ソ連時代の自治共和国あるいは自治州
旧ソ連時代のロシア・ソビエト連邦社会主義共和国（ロシアSFSR）では、ナーツィヤ（民族）、ナロードノスチ（亜民族）、プレーミャ（種族）という民族集団の規模や自立度の階層に応じて三段階の民族自治体があり、段階が下がるにつれて自治権は小さくなっていた。国民国家を形成できる規模とまとまりの民族（ナーツィヤ）による自治共和国（自治ソビエト社会主義共和国、ASSR）、国家を持つには至らないまとまった民族（ナロードノスチ）による自治州（AO）、そして先住の小さな民族（プレーミャ）による自治管区である。
ソ連崩壊後、ロシアSFSRの範囲に誕生したロシア連邦も、各自治共和国を同じ名前の「共和国」として引き継いだ（チェチェン・イングーシ自治共和国の場合は、チェチェン共和国とイングーシ共和国という二つの共和国に分割されている）。
ソ連時代の自治州のうち、アディゲ、アルタイ、カラチャイ・チェルケス、ハカスはソ連崩壊前後に共和国となり、現在のロシア連邦ではユダヤ自治州しか自治州は残っていない。
「自治共和国」という表現はロシア連邦の共和国に対しても現在もなおしばしば用いられる。しかし、1993年制定のロシア連邦憲法および各共和国の憲法にある通り、公式名称は自治共和国ではなく単に「共和国」である。

## 一覧
| | | |
| 1. アディゲ共和国 2. アルタイ共和国 3. バシコルトスタン共和国 4. ブリヤート共和国 5. ダゲスタン共和国 6. イングーシ共和国 7. カバルダ・バルカル共和国 | 08. カルムイク共和国 09. カラチャイ・チェルケス共和国 10. カレリア共和国 11. コミ共和国 12. マリ・エル共和国 13. モルドヴィア共和国 14. サハ共和国（ヤクート共和国） | 15. 北オセチア共和国 16. タタールスタン共和国 17. トゥヴァ共和国 18. ウドムルト共和国 19. ハカス共和国 20. チェチェン共和国 21. チュヴァシ共和国 22. クリミア共和国（ウクライナと帰属係争中） 以下は上掲の地図には書かれていない。 23. ドネツク人民共和国（ウクライナと帰属係争中） 24. ルガンスク人民共和国（ウクライナと帰属係争中） |

## 人口動態
| 国旗                             | 国章 | 共和国 | アジア/ヨーロッパ | 基幹民族                   | 人口に 占める 基幹民族 (2021年) | 基幹民族の言語系統           | 基幹民族の主な宗教                               | 人口に 占める 民族ロ シア人 (2021年) | 総人口(2021年)    |
| -------------------------------- | ---- | --- | ----------------- | -------------------------- | ------------------------------- | ---------------------------- | ------------------------------------------------ | ------------------------------------ | ----------------- |
| アディゲ共和国の旗               |      | アディゲ共和国 (Адыгея, Адыгэ, Adygea)                                                                               | ヨーロッパ        | アディゲ人                 | 20.0 %                          | コーカサス諸語               | イスラム教スンニ派                               | 54.6 %                               | 496,934           |
| アルタイ共和国の旗               |      | アルタイ共和国 (Алтай, Altai)                                                                                        | アジア            | アルタイ人                 | 37.0 %                          | チュルク語族                 | ブルハン教、チベット仏教、シャーマニズム、正教会 | 54.4 %                               | 210,765           |
| バシコルトスタン共和国の旗       |      | バシコルトスタン共和国 (Башкортостан, Башҡортостан, Bashkortostan)                                                   | ヨーロッパ        | バシキール人               | 31.5 %                          | チュルク語族                 | イスラム教スンニ派                               | 38.5 %                               | 4,091,430         |
| ブリヤート共和国の旗             |      | ブリヤート共和国 (Бурятия, Буряад, Buryatia)                                                                         | アジア            | ブリヤート人               | 30.0 %                          | モンゴル語族                 | チベット仏教、シャーマニズム                     | 64.7 %                               | 978,588           |
| チェチェン共和国の旗             |      | チェチェン共和国 (Чеченская Республика, Нохчийчоь, Chechnya)                                                         | ヨーロッパ        | チェチェン人               | 96.4 %                          | コーカサス諸語               | イスラム教スンニ派、スーフィズム                 | 1.1 %                                | 1,510,824         |
| チュヴァシ共和国の旗             |      | チュヴァシ共和国 (Чувашская Республика, Чăваш Республики, Chuvashia)                                                 | ヨーロッパ        | チュヴァシ人               | 65.6 %                          | チュルク語族                 | 正教会、イスラム教、シャーマニズム               | 29.0 %                               | 1,186,928         |
| ダゲスタン共和国の旗             |      | ダゲスタン共和国 (Дагестан, Dagestan)                                                                                | ヨーロッパ        | 10の民族からなる           | 87.1 %                          | コーカサス諸語、チュルク語族 | イスラム教スンニ派、ユダヤ教（山岳ユダヤ人など） | 2.6 %                                | 3,182,054         |
| イングーシ共和国の旗             |      | イングーシ共和国 (Ингушетия, ГӀалгӀай Мохк, Ingushetia)                                                              | ヨーロッパ        | イングーシ人               | 95.4 %                          | コーカサス諸語               | イスラム教スンニ派、スーフィズム                 | 0.8 %                                | 509,541           |
| カバルダ・バルカル共和国の旗     |      | カバルダ・バルカル共和国 (Кабардино-Балкарская Республика, Къэбэрдей-Балъкъэр, Къабарты-Малкъар, Kabardino-Balkaria) | ヨーロッパ        | カバルダ人、バルカル人     | 70.1 %                          | コーカサス諸語,チュルク語族  | イスラム教スンニ派、正教会                       | 20.7 %                               | 904,202           |
| カルムイク共和国の旗             |      | カルムイク共和国 (Калмыкия, Хальмг Таңһч, Kalmykia)                                                                  | ヨーロッパ        | カルムイク人               | 62.5 %                          | モンゴル語族                 | チベット仏教                                     | 25.7 %                               | 264,401           |
| カラチャイ・チェルケス共和国の旗 |      | カラチャイ・チェルケス共和国 (Карачаево-Черкесская Республика, Karachay-Cherkessia)                                  | ヨーロッパ        | カラチャイ人、チェルケス人 | 62.2 %                          | チュルク語族、コーカサス諸語 | イスラム教スンニ派                               | 30.0 %                               | 469,092           |
| カレリア共和国の旗               |      | カレリア共和国 (Карелия, Karjala, Karelia)                                                                           | ヨーロッパ        | カレリア人                 | 5.3 %                           | フィン・ウゴル語派           | 正教会                                           | 82.0 %                               | 533,121           |
| ハカス共和国の旗                 |      | ハカス共和国 (Хакасия, Khakassia)                                                                                    | アジア            | ハカス人                   | 12.7 %                          | チュルク語族                 | シャーマニズム、正教会                           | 79.5 %                               | 534,217           |
| コミ共和国の旗                   |      | コミ共和国 (Коми, Komi)                                                                                              | ヨーロッパ        | コミ人                     | 21.7 %                          | フィン・ウゴル語派           | 正教会、シャーマニズム                           | 62.2 %                               | 737,853           |
| マリ・エル共和国の旗             |      | マリ・エル共和国 (Марий Эл, Mari El)                                                                                 | ヨーロッパ        | マリ人                     | 41.8 %                          | フィン・ウゴル語派           | 正教会、民族宗教など                             | 47.4 %                               | 677,097           |
| モルドヴィア共和国の旗           |      | モルドヴィア共和国 (Мордовия, Mordovia)                                                                              | ヨーロッパ        | モルドヴィン人             | 30.3 %                          | フィン・ウゴル語派           | 正教会                                           | 56.7 %                               | 783,552           |
| 北オセチア共和国の旗             |      | 北オセチア共和国 (Северная Осетия-Алания, Цӕгат Ирыстоны Аланийы, North Ossetia-Alania)                              | ヨーロッパ        | オセット人                 | 68.1 %                          | イラン語群                   | 正教会、スンニ派の少数派も含む                   | 20.8 %                               | 687,357           |
| サハ共和国の旗                   |      | サハ共和国 (Саха (Якутия), Sakha (Yakutia))                                                                          | アジア            | ヤクート人                 | 55.3 %                          | チュルク語族                 | 正教会、シャーマニズム                           | 32.5 %                               | 995,686           |
| タタールスタン共和国の旗         |      | タタールスタン共和国 (Татарстан, Tatarstan)                                                                          | ヨーロッパ        | タタール人                 | 53.1 %                          | チュルク語族                 | イスラム教スンニ派、正教会                       | 40.1 %                               | 4,001,625         |
| トゥヴァ共和国の旗               |      | トゥヴァ共和国 (Тыва, Tuva)                                                                                          | アジア            | トゥバ人                   | 88.7 %                          | チュルク語族                 | チベット仏教、シャーマニズム、正教会             | 9.4 %                                | 336,652           |
| ウドムルト共和国の旗             |      | ウドムルト共和国 (Удмуртская Республика, Удмурт Элькун, Udmurtia)                                                    | ヨーロッパ        | ウドムルト人               | 28.0 %                          | フィン・ウゴル語派           | 正教会                                           | 62.2 %                               | 1,452,951         |
| クリミアの旗                     |      | クリミア共和国 (Крым,Къырым, Crimea)                                                                                 | ヨーロッパ        | クリミア・タタール人       | 11.3 %                          | チュルク語族                 | イスラム教スンニ派、正教会                       | 63.1 %                               | 1,841,317         |
|                                  |      | ドネツク人民共和国 (Донецкая Народная Республика,Donetsk People's Republic)                                          | ヨーロッパ        | ロシア人・ウクライナ人     | 不明                            | スラヴ語派                   | 正教会                                           | 不明                                 | 2,253,560(2020年) |
|                                  |      | ルガンスク人民共和国 (Луганская Народная Республика,Luhansk People's Republic)                                       | ヨーロッパ        | ロシア人・ウクライナ人     | 不明                            | スラヴ語派                   | 正教会                                           | 不明                                 | 1,443,897(2020年) |

1. 1 2  ロシアの「大統領」は1人だけ 共和国内に改称の動き - asahi.com（朝日新聞社）2010年8月16日1時43分
2. ↑  大統領を「首長」に改称　ロシア・チェチェン共和国 - msn産経ニュース、2010.9.3 00:31
3. ↑  ロシア：共和国首長の「大統領」は禁止 - 毎日新聞、2011年1月2日　17時42分
4. ↑  佐藤優 『国家論』p142-p144 、NHKブックス、2007年発行　ISBN 978-4-14-091100-6
5. ↑  カバルダ・バルカル共和国、カラチャイ・チェルケス共和国、ダゲスタン共和国には2つ以上の「基幹民族」がいる。
6. ↑  ロシア連邦統計局 2021年全ロシア国勢調査 結果 第5巻 表1 (2025年5月15日閲覧)
7. ↑  正教会を奉じるオンゴル人 (Onghols) という少数派もおり、時に別の民族とされることもある
8. 1 2  かつてのチェチェン・イングーシ自治共和国は、1991年にチェチェンとイングーシに分割される前は2つの「名義上主体となる民族」があった。
9. ↑  ダゲスタンに住む10の「名義上主体となる民族」は、アグル人、アヴァール人、ダルギン人、クムイク人、ラク人、レズギ人、ノガイ人、ルトゥル人、タバサラン人、ツァフル人。
10. ↑  バルカル人、カラチャイ人、クムイク人、ノガイ人はテュルク系民族、アグル人、アヴァール人、チェルケス人、ダルギン人、ラク人、レズギ人、ルトゥル人、タバサラン人、ツァフル人はコーカサス諸語の民族。
11. ↑  内訳：カバルダ人 58.5 % 、バルカル人 11.6 %
12. ↑  カバルダ人とバルカル人の大多数はイスラム教徒であるが、バルカル人の一部には正教会信徒がいる。
13. ↑  内訳：カラチャイ人 44.8 % 、チェルケス人 13.0 %
14. ↑  正教会の信徒グループはクリャシェン人という別民族として扱われることもある
15. 1 2  クリミア共和国については2001年ウクライナ国勢調査による。